# 3083 OAFA
A 3083 OAFA (ideiglenes jelöléssel 1974 MH) a Naprendszer kisbolygóövében található aszteroida. Félix Aguilar Obszervatórium fedezte fel 1974. június 17-én.